# Tamaki Saitō
Tamaki Saitō (jap. 斎藤 環 Saitō Tamaki; ur. 1961 w Kitakami) – japoński lekarz psychiatra, krytyk kulturalny, profesor Uniwersytetu Tsukuba. Specjalista w zakresie psychiatrii okresu dojrzewania, autor książek dotyczących zjawiska hikikomori i subkultury otaku, popularyzator psychoanalizy Lacana.
W latach 1983–1988 prowadził badania nad pacjentami, którzy nie opuszczali swoich domów lub opuszczali je sporadycznie. Jest jedną z pierwszych osób, które zaobserwowały to zjawisko; wprowadził i spopularyzował pojęcie shakaiteki hikikomori (pol. „wycofanie społeczne”).

## Życiorys
Tamaki Saitō urodził się we wrześniu 1961 roku w Kitakami. W 1990 roku ukończył studia doktoranckie na Uniwersytecie Tsukuba, uzyskując tytuł doktora nauk medycznych. Od 1987 roku pracował w szpitalu Sōfūkai Sasaki w Funabashi, gdzie objął stanowisko kierownika oddziału psychiatrycznego. W kwietniu 2013 roku został profesorem w katedrze Psychiatrii Społecznej i Zdrowia Psychicznego na Uniwersytecie Tsukuba.

## Poglądy
Saitō w swoim studium Sentō bishōjo no seishin bunseki z 2000 roku odrzucał popularny wówczas w Japonii stereotyp, jakoby otaku byli niedojrzali i mieli problemy z rozróżnianiem rzeczywistości od fikcji. Według niego długotrwały kontakt z mangą, anime i grami powoduje, że ich fani stają się bardzo świadomi różnicy między fikcją a rzeczywistością. Saitō argumentował, że otaku zdobywają nie tylko szczegółową wiedzę o światach przedstawionych, ale także o procesie produkcji utworów, realnych miejscach, które stanowiły inspirację dla twórców, odniesieniach do problemów społecznych itp. Jednocześnie zauważył, że tym, co fascynuje otaku, są „fikcjonalne konteksty” (kyokō no kontekusuto), które są odrębne od rzeczywistości, ale mogą być z nią łączone. Dla Saitō ostatecznym kryterium definiującym otaku jest zdolność do postrzegania postaci fikcyjnych jako obiektów seksualnych równoważnych rzeczywistym ludziom.